# Tipula (Bellardina) obliquefasciata
Tipula (Bellardina) obliquefasciata is een tweevleugelige uit de familie langpootmuggen (Tipulidae). De soort komt voor in het Neotropisch gebied.